# Saalmuellerana rufimixta
Saalmuellerana rufimixta är en fjärilsart som beskrevs av George Francis Hampson 1918. Saalmuellerana rufimixta ingår i släktet Saalmuellerana och familjen nattflyn. Inga underarter finns listade.